# Papillatabairdia elongata
Papillatabairdia elongata is een mosselkreeftjessoort uit de familie van de Bairdiidae. De wetenschappelijke naam van de soort is voor het eerst geldig gepubliceerd in 1990 door McKenzie, Reyment & Reyment.